# Juan Ramón Formas
Juan Ramón Formas est un herpétologiste chilien.
Il travaille à l'Instituto de Zoologia de l'Universidad Austral de Chile à Valdivia.
C'est spécialiste des anoures de l'Amérique du Sud australe.

## Quelques Taxons décrits
- Alsodes australis Formas, Úbeda, Cuevas & Nuñez, 1997
- Alsodes hugoi Cuevas & Formas, 2001
- Alsodes igneus Cuevas & Formas, 2005
- Alsodes kaweshkari Formas, Cuevas & Nuñez, 1998
- Alsodes valdiviensis Formas, Cuevas & Brieva, 2002
- Batrachyla nibaldoi Formas, 1997
- Eupsophus contulmoensis Ortiz, Ibarra-Vidal & Formas, 1989
- Eupsophus emiliopugini Formas, 1989
- Eupsophus migueli Formas, 1978
- Telmatobius chusmisensis Formas, Cuevas & Nuñez, 2006
- Telmatobius dankoi Formas, Northland, Capetillo, Nuñez, Cuevas & Brieva, 1999
- Telmatobius fronteriensis Benavides, Ortiz & Formas, 2002
- Telmatobius philippii Cuevas & Formas, 2002
- Telmatobius vilamensis Formas, Benavides & Cuevas, 2003
- Telmatobufo australis Formas, 1972

Formas est l’abréviation habituelle de Juan Ramón Formas en zoologie.

Consulter la liste des abréviations d'auteur en zoologie ou la liste des taxons zoologiques assignés à cet auteur par ZooBank